# Uzovský Šalgov
Uzovský Šalgov (Hongaars: Pusztasalgó) is een Slowaakse gemeente in de regio Prešov, en maakt deel uit van het district Sabinov.
Uzovský Šalgov telt 604 inwoners.